# Список коміксів про Тора
Тор (англ. Thor) — супергерой коміксів у Всесвіті Marvel. Починаючи з 1962 року, як оригінальний Тор, так і втілення Тора у виконанні Джейн Фостер з'являлися в кількох продовжуваних серіях, а також у численних мінісеріях та спеціальних випусках. Усі історії публікуються виключно компанією Marvel Comics під її основним імпринтом, якщо не вказано інше.

## Головні серії
- Journey into Mystery #83–125 (серпень 1962 — лютий 1966)
  - Journey into Mystery Annual #1 (1965)
- Thor #126–406 (березень 1966 — серпень 1989)
  - Thor King-Size Special #2–4 (1966–1971)
  - Thor Annual #5–19 (1976–1979; 1981–1985; 1989–1994)
- The Mighty Thor #407–490 (вересень 1989 — вересень 1995)
- Thor #491–502 (жовтень 1995 — вересень 1996)
- Thor vol. 2 #1–85 [#503–587] (липень 1998 — грудень 2004)
  - Silver Surfer & Thor Annual '98
  - Thor Annual vol. 2 1999, 2000, 2001
- Thor vol. 3 #1–12 [#588–599] (липень 2007 — грудень 2008)
  - Thor Annual vol. 3 #1 (2009)
- Thor vol. 1 #600–621 (лютий 2009 — березень 2011) і Thor vol. 1 #620.1 (березень 2011)
- The Mighty Thor vol. 2 #1–22 [#622–643] (квітень 2011 — жовтень 2012) and The Mighty Thor vol. 1 #12.1 (квітень 2012)
  - The Mighty Thor Annual #1 (2012)
- Thor: God of Thunder #1–25 [#644–668] (листопад 2012 — вересень 2014)
- Thor vol. 4 #1–8 [#669–676] (жовтень 2014 — травень 2015)
  - Thor Annual vol. 4 #1 (2015)
- The Mighty Thor vol. 3 #1–23 [#677–699] (листопад 2015 — вересень 2017)
- The Mighty Thor #700–706 (жовтень 2017 — травень 2018)
- Thor vol. 5 #1–16 [#707–722] (червень 2018 — серпень 2019)
- King Thor #1–4 [#723–726] (вересень 2019 — грудень 2019)
- Thor vol. 6 #1–35 [#727–761] (січень 2020 — червень 2023)
  - Thor Annual vol. 5 #1 (2021)
  - Thor Annual vol. 6 #1 (2023)
- The Immortal Thor #1 — дотепер [#762 — дотепер] (серпень 2023 — дотепер)
  - The Immortal Thor Annual #1 (2024)

## Мінісерії та ваншоти
- Thor: The Legend #1 (вересень 1996)
- Marvel Comics Group: Thor #1 (липень 2000)
- Thor: Godstorm #1–3 (вересень — листопад 2001)
- Thor: Vikings #1–5 (липень — листопад 2003)
- Thor: Son of Asgard #1–12 (березень 2004 — січень 2005)
- Thor: Blood Oath #1–6 (вересень — грудень 2005)
- What If? Thor #1 (лютий 2006)
- Thor: Ages of Thunder (квітень 2008)
- Thor: Reign of Blood (червень 2008)
- Secret Invasion: Thor #1–3 (серпень — жовтень 2008)
- Thor: The Truth of History #1 (жовтень 2008)
- Thor God-Size Special (грудень 2008)
- Thor: Man of War (січень 2009)
- Thor: The Trial of Thor #1 (червень 2009)
- Thor Giant-Size Finale #1 (листопад 2009)
- Thor and the Warriors Four #1–4 (квітень — липень 2010)
- Thor: The Mighty Avenger #1–8 (липень 2010 — січень 2011)
- Thor: The Rage of Thor #1 (серпень 2010)
- Thor: First Thunder #1–5 (вересень 2010 — січень 2011)
- Thor: For Asgard #1–6 (вересень 2010 — лютий 2011)
- Thor: Wolves of the North #1 (грудень 2010)
- Captain America/Thor: The Mighty Fighting Avengers (Free Comic Book Day 2011)
- Iron Man/Thor #1–4 (січень — квітень 2011)
- Chaos War: Thor #1–2 (січень — лютий 2011)
- Astonishing Thor #1–5 (листопад 2010 — липень 2011)
- Thor: Heaven and Earth #1–4 (вересень — листопад 2011)
- Avengers Origins: Thor #1 (січень 2012)
- Fear Itself: Thor #7.2 (січень 2012)
- Thor: The Deviants Saga #1–5 (січень — травень 2012)
- Thor: Season One (грудень 2013)
- Thor: Crown Of Fools #1 (грудень 2013)
- Original Sin: Thor & Loki — The Tenth Realm #5.1–5.5 (вересень — листопад 2014)
- Thors: Battleworld #1–4 (червень — жовтень 2015)
- The Unworthy Thor #1–5 (листопад 2016 — березень 2017)
- Generations: The Mighty Thor & The Unworthy Thor #1 (серпень 2017)
- Thor: Where Walk the Frost Giants #1 (жовтень 2017)
- Thor vs. Hulk: Champions of the Universe #1–6 (листопад 2017 — січень 2018)
- Mighty Thor: At the Gates of Valhalla #1 (липень 2018)
- War of the Realms #1–6 (червень 2019 — серпень 2019)
- War of the Realms Omega #1 (липень 2019)
- Thor: The Worthy (грудень 2019)
- Marvel's Avengers: Thor #1 (березень 2020)
- Fortnite X Marvel: Nexus War — Thor #1 (жовтень 2020)
- Thor: Lightning and Lament #1 (червень 2022)
- Roxxon Presents: Thor #1 (червень 2024)

### Спінофи
- Balder the Brave #1–4 (листопад 1985 — травень 1986)
- Thor Corps #1–4 (липень — листопад 1993)
- Thunderstrike #1–24 (квітень 1993 — липень 1995)
- Loki #1–4 (вересень — листопад 2004)
- Stormbreaker: The Saga of Beta Ray Bill #1–6 (березень 2005 — серпень 2005)
- Secret Invasion Aftermath: Beta Ray Bill (червень 2009)
- Beta Ray Bill: Godhunter #1–3 (серпень 2009 — жовтень 2009)
- Siege: Loki (червень 2010)
- Sif (червень 2010)
- Ultimate Comics: Thor #1–4 (жовтень 2010 — квітень 2011)
- Loki vol. 2 #1–4 (грудень 2010 — травень 2011)
- Thunderstrike vol. 2 #1–5 (січень — травень 2011)
- Warriors Three #1–4 (січень — квітень 2011)
- Loki: Agent of Asgard #1–17 (квітень 2014 — жовтень 2015)
- Angela: Asgard's Assassin #1–6 (лютий 2015 — липень 2015)
- 1602: Witch Hunter Angela #1–4 (серпень 2015 — грудень 2015)
- Angela: Queen of Hel #1–7 (грудень 2015 — червень 2016)
- Vote Loki #1–4 (серпень 2016 — листопад 2016)
- Asgardians of the Galaxy #1–10 (листопад 2018 — серпень 2019)
- Loki vol. 3 #1–5 (вересень 2019 — січень 2020)
- Valkyrie: Jane Foster #1–10 (жовтень 2019 — серпень 2020)
- Annihilation: Scourge — Beta Ray Bill (лютий 2020)
- King in Black: Return of the Valkyries #1–4 (березень 2021 — травень 2021)
- Mighty Valkyries #1–5 (червень 2021 — листопад 2021)
- Thor & Loki: Double Trouble #1–4 (травень 2021 — вересень 2021)
- Beta Ray Bill #1–5 (травень 2021 — вересень 2021)
- Jane Foster & the Mighty Thor #1–5 (серпень 2022 — грудень 2022)
- Loki vol. 4 #1–4 (серпень 2023 — листопад 2023)

## Колекційні видання
- Стерджез М. Тор. Глава перша : графічний роман / Метью Стерджез, Пепе Ларраз ; пер. з англ. С. Ковальчук. — Київ : Фаеркло Україна, 2019. - 112 с. ISBN 978-966-97808-6-7